# Freistellung (AEG)
Die Freistellung ist ein Verfahren nach § 23 AEG, mit dem in Deutschland eine (ehemalige) Betriebsanlage einer Eisenbahn diese Eigenschaft auch rechtlich verliert.

## Rechtsgrundlage
Im Rahmen der Bahnreform in Deutschland wurde das Allgemeine Eisenbahngesetz (AEG) vom 27. Dezember 1993 geschaffen (BGBl. I S. 2378) und seitdem mehrfach geändert. Mit der dritten Änderung (Art. 1 des Dritten Gesetzes zur Änderung eisenbahnrechtlicher Vorschriften v. 27. April 2005 – BGBl I 2005 Nr. 24 v. 29. April 2005, S. 1138) wurde ein neuer § 23 AEG eingefügt, der die Freistellung regelt. Er gilt seit dem 1. Mai 2005. Für „Altfälle“ gilt die Übergangsregelung von § 38 Abs. 6 AEG: Sie sind nach dem zuvor geübten Verfahren abzuschließen.
Der Gesetzgeber hat mit der „Freistellung“ einen auch in der Rechtsprechung bestehenden Begriff übernommen. Zugleich hat er die bis dahin bestehende Begriffsvielfalt mit dem neu geschaffenen Begriff „Freistellung“ zu fassen versucht, ohne inhaltlich etwas über die bis dahin in der Praxis durchgeführte „Entwidmung“ zu sagen. Bei anderen linearen Infrastrukturen (Straßen, Wege, Wasserstraßen, Pipelines etc.) gibt es „Freistellung“ als Rechtsinstrument nicht.
Durch eine Änderung des AEG im Dezember 2023 wurde der „Bahnbetriebszweck eines Grundstücks, das Betriebsanlage einer Eisenbahn ist oder auf dem sich eine Betriebsanlage einer Eisenbahn befindet“ als überragendes öffentliches Interesse eingestuft.

## Funktion
Das Stilllegen oder Aufgeben einer Strecke führt nicht dazu, dass sie auch rechtlich ihre Eigenschaft als Betriebsanlage einer Eisenbahn verliert. Die Stilllegung ist nur Voraussetzung dafür. Die Eigenschaft als Betriebsanlage einer Eisenbahn kann vielmehr nur aufgegeben werden, wenn zusätzlich noch festgestellt wird, dass das öffentliche Verkehrsbedürfnis an ihr derzeit und auf absehbare Zeit entfallen ist.
Betriebsanlagen einer Eisenbahn unterliegen dem Fachplanungsrecht nach § 18 AEG und sind der allgemeinen Planungshoheit der Kommunen nach § 38 BauGB entzogen. Durch die Freistellung wird dieser Sonderstatus wieder aufgehoben und die entsprechenden Flächen in die Planungshoheit der Kommunen zurückgegeben.
Ist die Eigenschaft als Betriebsanlage einer Eisenbahn auf Dauer entfallen und wird das Grundstück für Bahnbetriebszwecke daher nicht mehr benötigt, besteht sogar eine rechtliche Verpflichtung, diese planungsrechtliche Ausnahme aufzuheben und den „Normalzustand“ wiederherzustellen. Dieser Grundsatz wurde zunächst durch die Rechtsprechung entwickelt.
Das vorgeschriebene, förmliche Verfahren stellt sicher, dass zu einem bestimmten, genau festliegenden Zeitpunkt die kommunale Planungshoheit wiederhergestellt wird. Damit wird Rechtsklarheit für die Gemeinden geschaffen, ob und wann ursprünglich zu Bahnbetriebszwecken genutzte, in ihrer Gemarkung gelegene Flächen durch sie wieder beplant werden können. Zum anderen stellt das formelle Verfahren sicher, dass eine bahnfremde Nutzung erst dann rechtlich wieder möglich wird, wenn die öffentlichen Belange, die für eine Nutzung durch die Eisenbahn sprechen, nicht mehr gegeben sind.

## Genese
Dieses Wiederherstellen des planungsrechtlichen „Normalzustandes“ hat seinen Vorläufer in der „Entwidmung“ (ehemaliger) Betriebsanlagen einer Eisenbahn. Dieser aus dem Recht der öffentlichen Sachen entlehnte Begriff setzt aber voraus, dass es sich bei Eisenbahnen des öffentlichen Verkehrs um öffentliche Sachen im Sinne des Rechts der öffentlichen Sachen handelt. Schon das ist umstritten. In der Praxis aber wurde gleichwohl eine Entwidmung ausgesprochen.
Diese beruhte im Grunde auf einer sprachlichen Ungenauigkeit in der grundlegenden Entscheidung des Bundesverwaltungsgerichts (BVerwGE 81, 111ff.). Hier wurde erstmals höchstrichterlich festgeschrieben, dass eine rechtliche Verpflichtung besteht, bei nicht mehr als Betriebsanlagen einer Eisenbahn dienenden Flächen den planungsrechtlichen „Normalzustand“ für die Kommunen wiederherzustellen. Diese grundlegende Entscheidung spricht von „Entwidmung“ (in Anführungszeichen!). Aus dem Kontext der Entscheidung ergibt sich aber klar, dass nicht der Begriff aus dem Recht der öffentlichen Sachen gemeint ist, sondern die Wiederherstellung des planungsrechtlichen „Normalzustands“. Die nachfolgende Literatur hat aber zum Teil den Begriff der Entwidmung (nun ohne Anführungszeichen) unreflektiert im Sinne des Rechts der öffentlichen Sachen verwendet. Dies hat zu erheblicher – auch inhaltlicher – Verwirrung geführt.
Vor dieser Grundsatzentscheidung aus dem Jahr 1988 wurde das Problem weitgehend ignoriert. Dass es gerade zu diesem Zeitpunkt auftrat, liegt zum einen an der vermehrten Streckenstilllegung seit den 1970er Jahren und zum anderen an dem Freiwerden großer ehemaliger Betriebsflächen der Bahn aufgrund betrieblicher und technischer Umstellungen. So wurden etwa durch die Aufgabe des Betriebs mit Dampflokomotiven zahlreiche Bahnbetriebswerke überflüssig.

## Antragsberechtigung
Antragsberechtigt sind nach § 23 Abs. 1 AEG das betroffene Eisenbahninfrastrukturunternehmen, Eigentümer oder Eigentümerin des betroffenen Grundstücks oder die Gemeinde, auf deren Gebiet sich das Grundstück befindet.

## Zuständigkeit
Das Eisenbahn-Bundesamt ist für die Entscheidung über Freistellungen gemäß § 23 Abs. 1 AEG in Verbindung mit § 3 Abs. 1 Nr. 1 und Abs. 2 S. 2 des Gesetzes über die Eisenbahnverkehrsverwaltung des Bundes (Bundeseisenbahnverkehrsverwaltungsgesetz – BEVVG vom 27. Dezember 1993, BGBl. I, S. 2394, zuletzt geändert durch das Zweite Gesetz zur Neuregelung des Energiewirtschaftsrechts vom 7. Juli 2005, BGBl I S. 1970, 2017) in Verbindung mit § 18 AEG als Planfeststellungsbehörde für Eisenbahnen des Bundes zuständig. Bei nicht dem Bund gehörenden Eisenbahnen (NE-Bahnen) ist die Planfeststellungsbehörde des jeweiligen Bundeslandes zuständig.

## Folgen der Freistellung
Mit dem Verfahren nach § 23 AEG endet auch rechtlich die Eigenschaft der betroffenen Fläche als Betriebsanlage einer Eisenbahn mit der Folge, dass sie aus dem eisenbahnrechtlichen Fachplanungsprivileg (§ 38 BauGB in Verbindung mit § 18 AEG) entlassen wird. Die Planungshoheit des Fachplanungsträgers, des Eisenbahn-Bundesamtes, endet und die eisenbahnspezifische Zweckbindung der betreffenden Fläche entfällt. Ab der Freistellung unterliegen alle Flächen wieder ausschließlich dem allgemeinen kommunalen Planungsrecht. Das Eisenbahn-Bundesamt verliert seine Aufsichtsbefugnisse. Entsprechendes gilt für die Zuständigkeit der Bundespolizei nach § 3 Abs. 1 BPolG.

## Kritik
Ein Mangel dieses Verfahrens ist, dass die Beteiligungsmöglichkeiten vom Gesetzgeber sehr formal gestaltet wurden. So erfolgt die Bekanntmachung über ein beantragtes Freistellungsverfahren ausschließlich über eine Veröffentlichung im Bundesanzeiger, seit Januar 2008 im Elektronischen Bundesanzeiger. In diesem überregionalen und öffentlichkeitsfernen Medium kann sie unter der Vielzahl der Veröffentlichungen leicht übersehen werden. Zudem bewegen sich die Fristen, innerhalb derer Stellungnahmen möglich sind, im Bereich von wenigen Wochen (meist vier bis sechs, mancherorts nur zwei Wochen), so dass eine fristgerechte Stellungnahme durch die zu beteiligenden Stellen praktisch nur bei ständiger Recherche im Bundesanzeiger möglich ist. Mehrfach wurden dadurch Veröffentlichungen bereits von angesprochenen Stellen übersehen. Darüber hinaus spricht die Bekanntmachung im Bundesanzeiger nur
- die Eisenbahnverkehrsunternehmen,
- die nach § 1 Abs. 2 des Regionalisierungsgesetzes bestimmten Stellen, d. h. die Träger des öffentlichen Personennahverkehrs (ÖPNV) in den Ländern,
- die zuständigen Träger der Landesplanung und Regionalplanung,
- die betroffenen Gemeinden, sowie
- Eisenbahninfrastrukturunternehmen, soweit deren Eisenbahninfrastruktur an die vom Antrag betroffene Eisenbahninfrastruktur anschließt

an. Anderweitig an dem Verfahren Interessierten (z. B. Bürger, Interessenverbände) steht kein Anspruch auf Zugang zu dem Verfahren und dessen Unterlagen zu. Der Bescheid über den Abschluss des Verfahrens wird gar nicht veröffentlicht, sondern nur den Betroffenen zugestellt. Verglichen mit dem Planfeststellungsverfahren und dessen Abschluss ist die Freistellungspraxis damit sehr öffentlichkeitsfern.